# Leptosiaphos dewittei
Espèce
Synonymes
- Lygosoma compressicauda De Witte, 1933
- Siaphos dewittei Loveridge, 1934

Leptosiaphos dewittei est une espèce de sauriens de la famille des Scincidae.

## Répartition
Cette espèce se rencontre dans le sud de la République démocratique du Congo et en Angola.

## Étymologie
Cette espèce est nommée en l'honneur de Gaston-François de Witte.

## Publications originales
- De Witte, 1933 : Lygosoma (Siaphos) compressicauda. Revue de zoologie et de botanique africaines, vol. 23, p. 175-?.
- Loveridge, 1934 : A new Name for Lygosoma (Siaphos) compressicauda of the Congo, preoccupied. Copeia, vol. 1934, no 4, p. 184-184.